# Búnquers de Premià de Mar
Estan documentats quatre búnquers a Premià de Mar construïts durant la Guerra Civil Espanyola. Se'n conserven tres que estan protegits com a bé cultural d'interès local. El quart va ser destruït el 1992.

## Búnquers a prop del moll de Descàrrega

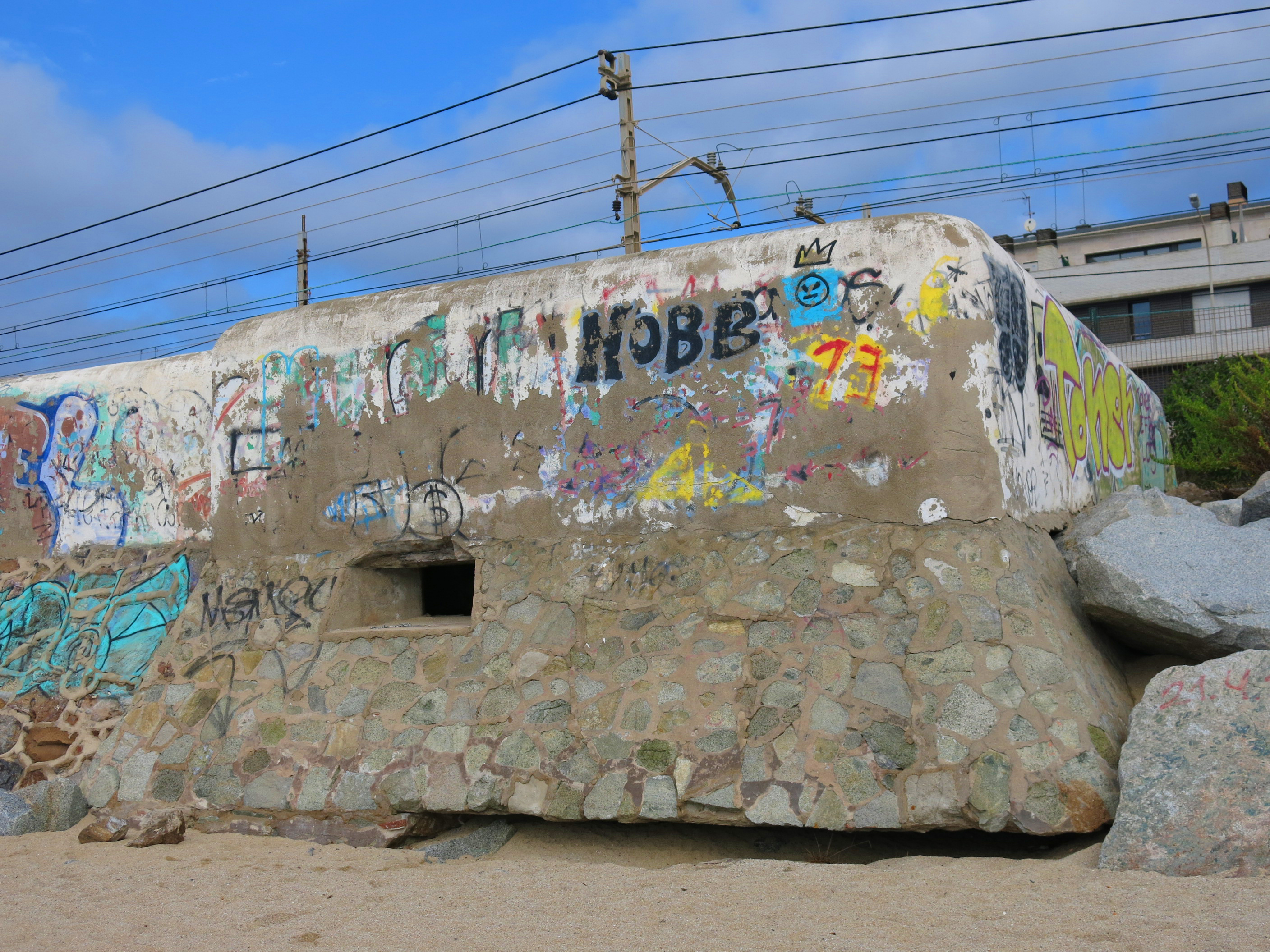
Detall del búnquer B-2

Els búnquers identificats B-1 i B-2 per l'ajuntament són dues construccions simètriques situades a ponent, a la platja del Pla de l'Ós, entre el moll de Descàrrega i l'estació del tren. Van ser construïts a cada banda de l'antic edifici del canvi d'agulles del tren, actualment desaparegut. Aprofiten la paret de contenció del terreny terraplenat per protegir la via, imitant les construccions del ferrocarril per camuflar-se.
Són de planta triangular amb dues espitlleres, una de frontal més petita (1 x 0,4 m), orientada a mar, i una de lateral (1,85 x 0,35 m). De les espitlleres arrenca un talús de pedra. L'entrada és per la part posterior, sense comunicació entre els dos búnquers. Al seu interior hi ha un passadís d'accés descendent i una cambra d'observació. Al costat contigu dels búnquers s'observa una cavitat excavada a la paret.
Tenen alguns grafits: en destaca un al sostre del búnquer orientat a ponent amb la inscripció "AX-BM-45", potser relacionada amb la funció original d'aquesta construcció.
Al Pla de l'Ós hi havia un altre búnquer també adossat al mur de contenció, destruït el 1992. Era de planta quadrangular, amb frontal arrodonit i dues espitlleres amb un bon angle de visió.

## Búnquer a prop de l'actual Club Nàutic
El búnquer identificat B-3 per l'ajuntament està situat al final de la carretera de Vilassar de Dalt, entre les Cases Barates i el Port de Premià, al costat de la platja de Bellamar. Actualment està colgat i només n'és visible la coberta, que és enmig del pas de vianants que hi ha entre el tren i la platja.

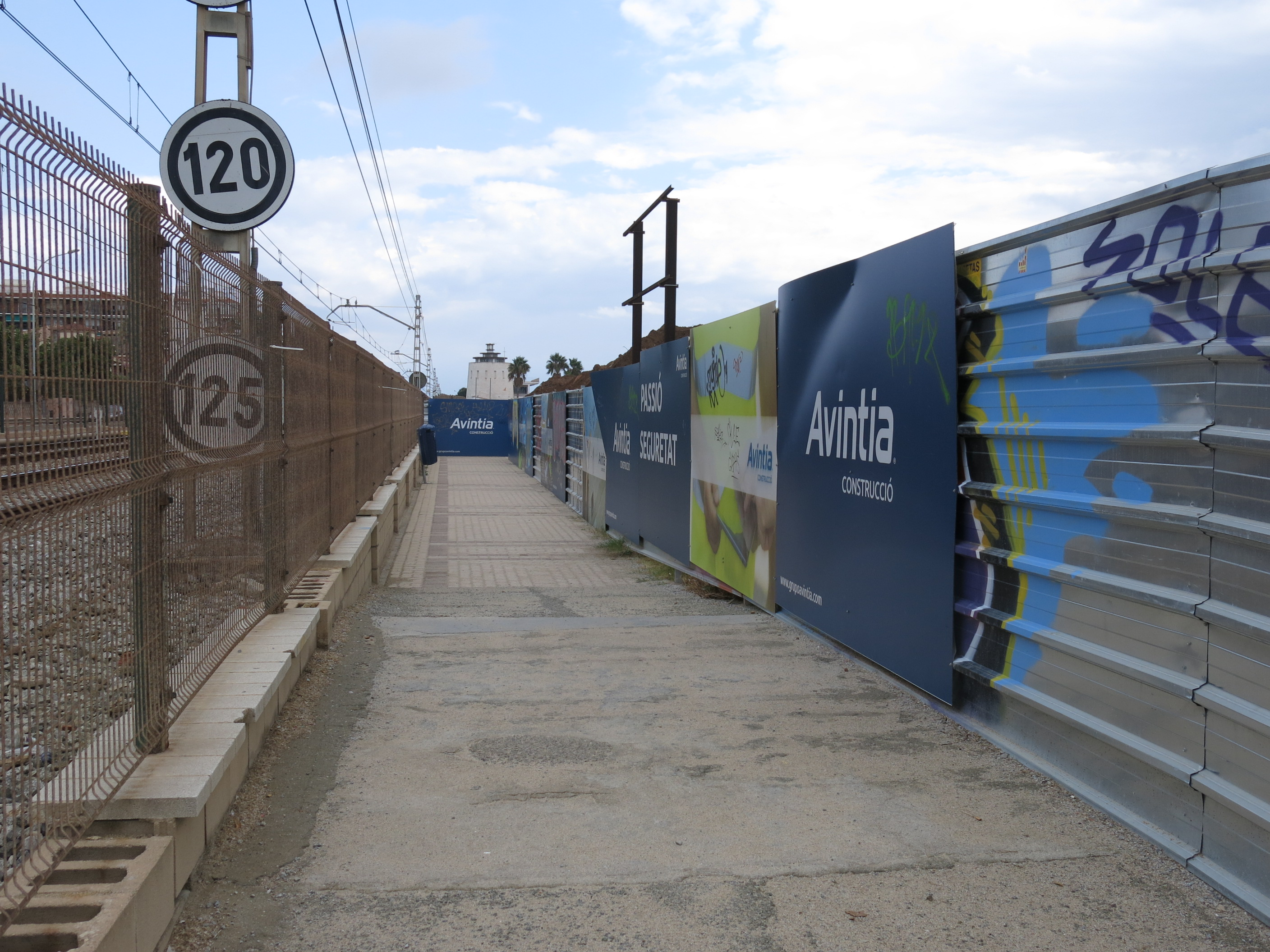
Coberta del búnquer vora el port, actualment part del pas de vianants entre la via del tren i el club nàutic

És un bloc de planta cúbica (7,6 x 5,5 m) amb dues espitlleres frontals de 50 cm orientades a mar i espitlleres laterals actualment no visibles. L'entrada era al lateral de llevant, protegida per un mur.

## Història
El febrer de 1937, el Consell Municipal de Premià de Mar va publicar l'anunci de la Comissió de reclutament del personal per a fortificacions de guerra. Els ciutadans reclutats en mobilització general tenien l'obligació de complir jornades de treball de sis hores per imperatius de necessitat de defensa. En la construcció d'aquestes defenses hi van participar tant civils, pel sistema de llistes i de targetes de treball obligatori, com militars.
Tot i que els búnquers estan orientats a mar, no disposaven d'armament pesat contra els vaixells; només estaven preparats amb metralladores amb l'objectiu de vigilar les infraestructures ferroviàries.
L'any 2001, el ministeri de Foment tenia previst construir-hi rampes d'accés al sostre per convertir-los en miradors, amb la instal·lació de dutxes com a serveis de la platja. Les obres es van aturar per la protesta dels veïns. Es van reconstruir les parts malmeses per les obres iniciades, però sense mantenir la tècnica constructiva ni els materials originals. Els accessos es van tapar. El juliol del 2010, l'ajuntament va aprovar el Pla d'ordenació urbanística municipal (POUM) amb la catalogació dels tres búnquers com a béns culturals d'interès local (BCIL). Tot i així es troben deteriorats, sense manteniment, amb els murs plens de grafits i subjectes a actes vandàlics.